# Michael Baumann (Mönch)
Michael Baumann (* vor 1460; † nach 1478) war ein deutscher Zisterziensermönch im Kloster Bronnbach.

## Leben
Er widmete 1478 dem Grafen Johann III. von Wertheim (1454–1497) eine deutschsprachige naturkundliche Enzyklopädie, die nur in einer einzigen Handschrift überliefert ist. Sie befindet sich in der Fürstlich Löwenstein-Wertheim-Freudenbergschen Bibliothek in Kreuzwertheim. Ein Mikrofilm ist im Staatsarchiv Wertheim verfügbar.
Das „Weltbuch“ Baumanns mit dem Titel buch von der natür vnd eÿgenschafft der dingk, die got der herre schüff stellt im Wesentlichen eine Kombination aus zwei verbreiteten lateinischen Werken dar: Verarbeitet wurde der Liber de natura rerum des Thomas von Cantimpré (1201–1272?) und das Kompendium De rerum Proprietatibus des Bartholomaeus Anglicus (1. Hälfte des 13. Jahrhunderts). Weitere Quellen sind der Commentarius in Symbolum Apostolorum des Rufinus von Aquileia sowie Gebete aus dem Hieronymusbrief des Eusebius von Caesarea.
Eine Abhandlung über den Text und eine Teiledition legte Klára Berzeviczy 2003 vor.